# Alex Sobczyk
Alex Sobczyk (Vienna, 20 maggio 1997) è un calciatore austriaco, attaccante del Skalica.

## Carriera

### Club
Ha giocato nella prima divisione dei campionati austriaco, slovacco, polacco e cipriota.

### Nazionale
Ha giocato nelle nazionali giovanili austriache Under-17, Under-18 ed Under-19.